# اعتداء جسدي

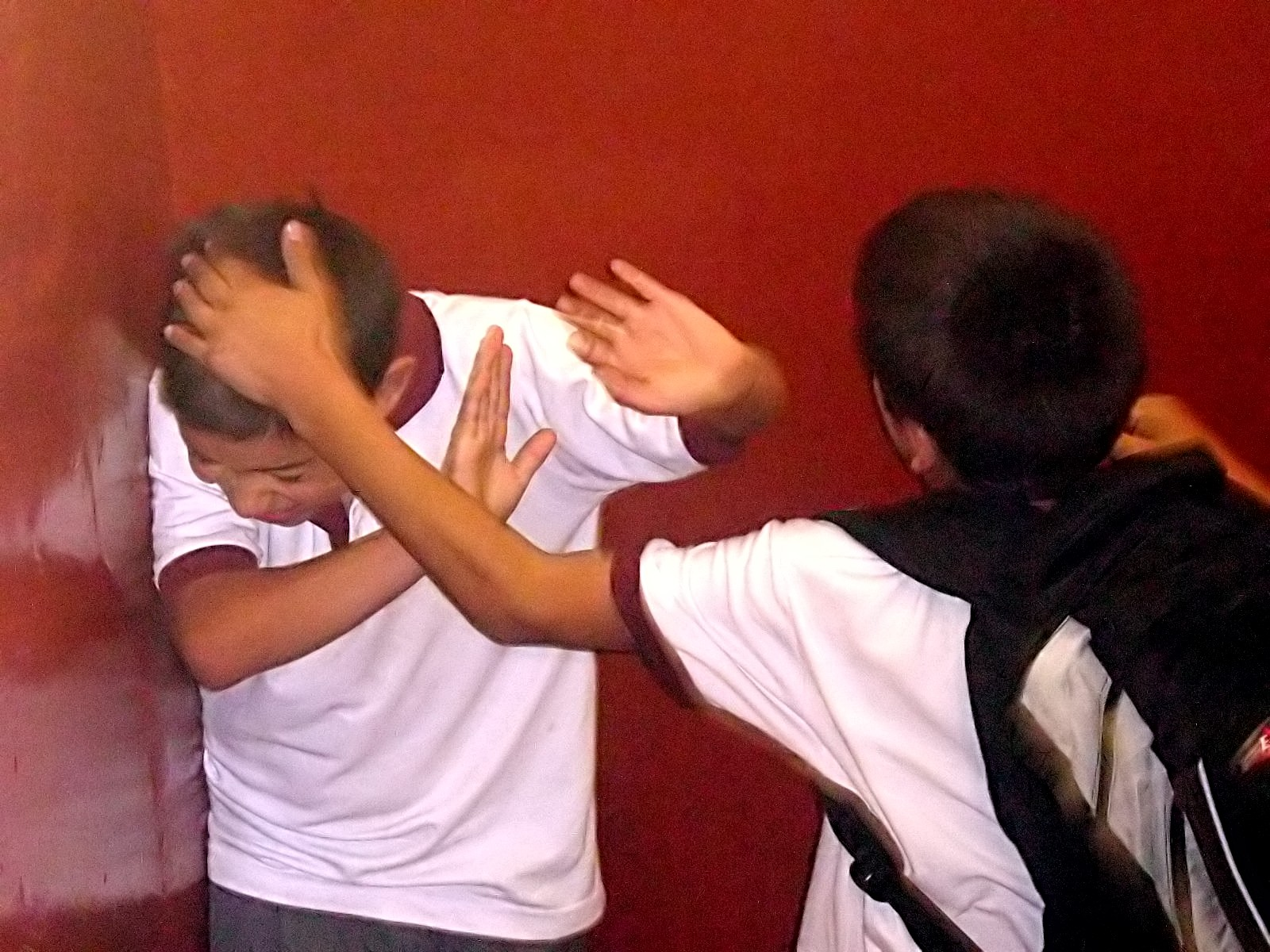
صورة من صور الإعتداء الجسدي

الاعتداء الجسدي أو الانتهاك الجسدي أو العنف الجسدي {بالإنجليزية:physical abuse} هو أي عمل متعمد يقصد به إيقاع الأذي أو الألم لشخص آخر بأي طريقة من طرق الإتصال الجسدي.
يشكل الأطفال أغلب ضحايا الاعتداء الجسدي، إلا أن البالغين أيضا معرضين للاعتداءات الجسدية في حالات العنف المنزلي أو في مكان العمل.
قد يتضمن الاعتداء الجسدي اعتداء جنسي مصاحب له، كما قد يتضمن أكثر من ضحية و/أو أكثر من معتدي.

## النماذج
يتضمن الاعتداء الجسدي أي عمل أو سلوك متعمد بغرض التسبب في ألم أو جرح أو أي نوع من أنواع المعاناة أو الأذى الجسدي، وقد تنتج هذه السلوكيات الاعتدائية من الآباء تجاه الأبناء علي سبيل التأديب وذلك من خلال العقاب الجسدي.

## الأسباب
هناك العديد من الأسباب الكامنة خلف الاعتداء الجسدي علي الأطفال وأشهرها:
- درجات متفاوته من التوتر والضغط النفسي ضمن النطاق الأسري.
- اضطراب في عملية معالجة المعلومات تتسبب في سوء معاملة الوالدين تجاة سلوكيات الأطفال التي لم يفهمها الوالدين جيدا.
- نقص في الوعي وفي تفهم مراحل نمو الطفل وتوقعات كل مرحلة.

## التأثير
غالبا ما يعاني الأطفال ضحايا الاعتداء الجسدي من مشاكل اجتماعية وتفاعلية مع الأخرين، يتضمن ذلك سلوكيات عدوانية تجاه الأخرين، بينما يكون الضحايا البالغون أكثر عرضة لتعاطي المخدرات، بالإضافة إلي مجموعة من الأعراض تتضمن الإكتئاب والضغط النفسي والميول الانتحارية.
تشير الدراسات إلى أن بعض ضحايا الاعتداء الجسدي قد يعانون من اضطراب ما بعد الصدمة، كما أن ثلث الضحايا من الأطفال عرضة أيضا لأن يصبحوا معتدين في فترة البلوغ.

## العلاج
يعد السعي نحو العلاج أمر غير شائع بين صحايا الاعتداء لجسدي، كما أن من يسعون للعلاج غالبا ما يكون بتوجيه وحماية من القانون.
تتضمن الوقاية والعلاج من الاعتداء الجسدي تعزيز العلاقة بين الوالدين والطفل، وكذلك تغير طريقة تعامل الوالدين مع أبنائهم وذلك بثقيف الآباء من الناحية النفسية والتربوية.
يتضمن العلاج أيضا علاج معرفي سلوكي وعلاج نفسي يركز علي النمط الغاضب والخلفية المعرفية المشوهة، ويوفر تدريب ودعم وقدوة تركز علي مهارات الأبوة الجيدة وزيادة قدر التعاطف تجاه الطفل وذلك بتعليم الوالدين تبني وجة نظر الطفل.
كما قد يتضمن العلاج الكفاءة الاجتماعية للوالدين وإدارة ضغوط الحياة اليومية وذلك لخفض مستوي التوتر لدي الوالدين والذي يعد بدوره عاملا ممهدا أو عامل خطورة تجاه الطفل، وكذلك علاج الآباء الذين كانوا ضحية للاعتداء الجسدي في طفولتهم.

## في الفصائل الأخرى
ذكرت العديد من حالات الاعتداء الجسدي بين فصائل من البطاريق تعرف بـبطريق آديلي في أنتركتيكا